# Спелые вишни
«Спелые вишни» (нем. Reife Kirschen) — фильм ГДР 1973 года режиссёра Хорста Земана, участник VIII-го Московского международного кинофестиваля.

## Сюжет
Хельмут Камп, человек уже не молодой — за сорок, является опытным и уважаемым строителем фундаментов. Он получает предложение участвовать в совместном с СССР строительстве АЭС на Балтике. Но у него дом в Тюрингии, две взрослые дочери, а вдобавок его жена Эльфрида ждёт ребенка.
И тут он сталкивается с горестными проблемами — трагически погибает жена, он остаётся с малышом на руках, не ладятся отношения с младшей дочерью, старшая дочь Ингрид, у которой самой есть маленький ребенок, расстается со своим эгоистичным парнем….
Но он решает, что жизнь продолжается. Хельмут с младенцем и дочерью Ингой с ребёнком отправляются на стройку. Здесь Ингрид знакомится с симпатичным доктором Байсертом, а сам Камп — с советским инженером Светланой. В необжитом районе, где будет строиться АЭС, Ингрид, Камп и члены дружной бригады строителей решают поступить, как подсказывает им долг и чувство товарищества… и постепенно все они становятся участниками стройки нового города… Преодолев свою депрессию, Камп приступает к новой ответственной деятельности — избирается секретарём партии.

## В ролях
- Гюнтер Зимон — Хельмут Камп
- Хельга Раумер — Эльфрид Камп
- Траудль Куликовски — Ингрид Камп
- Мартин Треттау — Тиллер
- Арно Выцневский — доктор Байшерт
- Эберхард Эше — доктор Ика
- Фред Дельмаре — Ленерт
- Гюнтер Вольф — Шольц
- Вернер Лирк — Фигаро
- Маргарита Володина — Светлана Сайзова
- Иван Переверзев — доктор Иванов
- Владимир Козелков — инжерер Ведин
- Виктор Колпаков — портье в отеле
- Соня Хёрбинг — жена Тиллера
- Герта Тиле — мать Брейшерта
- Вилли Шраде — Курт
- Йорг Кнохе — Карл